# Young Wild West's Mexican Mix-Up
Young Wild West's Mexican Mix-Up è un cortometraggio muto del 1912 diretto da Al E. Christie (Al Christie). È conosciuto anche con il titolo A Mexican Mix-Up.

## Produzione
Il film fu prodotto dalla Nestor Film Company.

## Distribuzione
Distribuito dall'Universal Film Manufacturing Company, il film - un cortometraggio di una bobina di genere western - uscì nelle sale cinematografiche USA il 9 agosto 1912.